# Liste von Sakralbauten in Oberhausen
Die Liste von Sakralbauten in Oberhausen umfasst Sakralbauten in Trägerschaft der christlichen Konfessionen und anderer religiöser Gemeinschaften.

## Römisch-katholische Kirchen
Finanzielle Probleme zwingen die Träger zur Kirchenschließung. Von den römisch-katholischen Kirchen wurden bereits einige profaniert oder abgerissen. Das Bistum Essen führt seit 2005 solche Gebäude, die noch in Nutzung sind, aber keine finanziellen Mittel erhalten, als „weitere Kirchen“ auf. Die wenigsten Stadtteile besitzen mehr als eine Kirche, in der noch regelmäßig Gottesdienst gefeiert wird.

### Begriffsklärungen
In Oberhausen gibt es die Pfarreien Herz Jesu, St. Clemens, St. Marien und St. Pankratius. Diese setzen sich aus einzelnen Seelsorgebezirken („Gemeinden“) zusammen.
Die Hauptkirchen einer Pfarrei tragen den Titel „Pfarrkirche“, die Hauptkirchen eines Seelsorgebezirks den Titel „Gemeindekirche“. Alle anderen Kirchen, die keine „weiteren Kirchen“ sind,
also noch Mittel aus dem Bistumshaushalt erhalten, werden als „Filialkirchen“ geführt.
In der Pfarrei Herz Jesu gibt es die Gemeinden „Herz Jesu und St. Joseph“ in der Innenstadt und Styrum sowie „St. Antonius“ in Alstaden.
In der Pfarrei St. Clemens gibt es die Seelsorgebereiche „Mitte“ (Herz Jesu mit St. Clemens) in Sterkrade-Mitte, Tackenberg und Alsfeld, „Süd“ (St. Josef) in Buschhausen, der Schwarzen Heide und Biefang, „St. Johann“ in Holten, „St. Josef“ in Schmachtendorf, „St. Theresia vom Kinde Jesu“ in Walsumermark und „St. Barbara“ in Königshardt. 
 Die Seelsorgebezirke St. Johann, St. Josef (Schmachtendorf), St. Theresia und St. Barbara sollen zum Seelsorgebezirk „Nord“ zusammenwachsen.
In der Pfarrei St. Marien gibt es die Gemeinden „St. Marien“ (mit St. Michael und Heilig Geist) im Marien-, Knappenviertel und Bermensfeld, „St. Johannes“ im Schladviertel, „St. Katharina“ in Lirich und „Zu Unserer Lieben Frau“ in Styrum.
In der Pfarrei St. Pankratius gibt es die Gemeinden „St. Pankratius“ in Osterfeld-Mitte und Borbeck, „St. Marien“ in Rothebusch und „St. Franziskus“ (St. Antonius mit St. Jakobus) in Klosterhardt, Heide und Tackenberg.

### Tabelle
| Name                                                                                       | Bild                                                                                         | Stadtteil                                  | Errichtung                 | Träger                                                                                                   | Status                | Bemerkungen |
| ------------------------------------------------------------------------------------------ | -------------------------------------------------------------------------------------------- | ------------------------------------------ | -------------------------- | --- | --------------------- | --- |
| Herz Jesu                                                                                  | Pfarrkirche Herz Jesu am Altmarkt                                                            | Innenstadt Christoph-Schlingensief-Str. 10 | 1909–1911, 1953–1955       | Pfarrei Herz Jesu                                                                                        | Pfarrkirche           | - Architekt: Hermann Wielers, neugotisch - Konsekration am 16. Juli 1912 durch Weihbischof Joseph Müller - 1943 durch Phosphorbomben zerstört und ab 1953 wiederaufgebaut, - seit 1986 unter Denkmalschutz - seit 2018 bildet Herz Jesu einen gemeinsamen Gemeinderat mit St. Joseph Styrum Homepage |
| St. Antonius von Padua                                                                     | St. Antonius Alstaden                                                                        | Alstaden Antoniusplatz 1                   | 1895–1897, 1949            | Pfarrei Herz Jesu                                                                                        | Gemeindekirche        | - Architekt: Franz Bögershausen, neuromanische Basilika - Konsekration am 21. September 1897 durch Weihbischof Antonius Fischer - 1903 als Pfarrei von St. Joseph Styrum abgetrennt - 1943 bei einem Bombenangriff schwer beschädigt und ab 1949 wiederaufgebaut - bekannte Kirchenfenster von Hildegard Bienen Homepage |
| St. Peter                                                                                  | St. Peter Alstaden                                                                           | Alstaden Peterplatz 5                      | 1916–1918, 1952            | Pfarrei Herz Jesu                                                                                        | profaniert            | - ehemals Filialkirche der Gemeinde St. Antonius - Konsekration am 30. Juni 1918 durch Weihbischof Peter Lausberg - besitzt lediglich eine Kirchenglocke (St. Johannes der Täufer) - am 24. Oktober 2021 in einer feierlichen Messe außer Dienst gestellt und profaniert |
| St. Hildegard am Ruhrpark                                                                  | Kreuz der ehemaligen Hildegardkirche, aufgestellt vor der Mutterkirche St. Antonius Alstaden | Alstaden Kewerstr.                         | 1968                       | zuletzt Pfarrei Herz Jesu                                                                                | niedergelegt          | - ehemals Filialkirche der Gemeinde St. Antonius - Architekt Theo Scholten - Profanierung 2007, 2008 abgerissen - Bild zeigt das ehemalige Kreuz, heute vor St. Antonius befindlich |
| St. Joseph                                                                                 | St. Joseph Styrum                                                                            | Styrum Lothringer Str. 154                 | 1871–1874, 1947, 1962      | Pfarrei Herz Jesu (Nutzungsrecht liegt beim Apostolat der Priesterbruderschaft St. Petrus im Ruhrgebiet) | weitere Kirche        | - Konsekration am 2. Juli 1872 durch Weihbischof Augustinus Baudri - in Besitz der Kirchenglocke Joseph (im Volksmund: Dicker Jupp), der größten Kirchenglocke in Oberhausen - St. Joseph besitzt mit einer Höhe von 73 Metern einen der höchsten Kirchtürme der Stadt. - Kirchen wurden während des Kulturkampfes oft auf das Patrozinium des heiligen Josefs geweiht, da dieser Schutzheiliger der gesamten katholischen Kirche ist. - Die Josephskirche ist die Mutterpfarrei der meisten Kirchen im Süden Oberhausens und Norden Mülheims, nämlich von: Herz Jesu Oberhausen (Abpfarrung 1892, selbst Mutterpfarrei von St. Johannes Evangelist (1906) und St. Peter Alstaden (1920)), St. Mariae Rosenkranz Oberstyrum (1899), St. Barbara Dümpten (1902), St. Antonius Alstaden (Abpfarrung 1903, selbst Mutterkirche von St. Hildegard Alstaden (1969)), Zu Unserer Lieben Frau Unterstyrum (1922) und St. Albertus Magnus Oberstyrum (1955). - St. Joseph ist seit dem 1. Januar 2020 Heimat der Gemeinde Oberhausen der Petrusbruderschaft, wird aber auch werktags durch die Gemeinde Herz Jesu/St. Joseph genutzt |
| Kirche der Unbefleckten Empfängnis der Gottesmutter und Jungfrau Maria genannt: St. Marien | St. Marien                                                                                   | Marienviertel Elsa-Brändström-Str. 82      | 1891–1894, 1902, 1953      | Pfarrei St. Marien                                                                                       | Pfarrkirche           | - Architekt: Friedrich von Schmidt (Dombaumeister zu Köln), neugotische Basilika - 1943 durch Bomben schwer beschädigt - Die Marienkirche ist die Mutterpfarrei der meisten Kirchen im Norden Alt-Oberhausens, nämlich von: St. Michael (Abpfarrung 1920), Heilig Geist (1958) und Heilige Familie (1958). |
| St. Michael                                                                                | St. Michael                                                                                  | Knappenviertel Falkensteinstr.             | 1926–29                    | Pfarrei St. Marien                                                                                       | Filialkirche          | Filialkirche der Gemeinde St. Marien, 1944 bei einem Bombenangriff zerstört und bis 1953 wiederhergestellt |
| Heilig Geist                                                                               |                                                                                              | Bermensfeld Hausmannsfeld                  | 1959                       | Pfarrei St. Marien                                                                                       | weitere Kirche        | Nutzung als Tagungskirche Heilig Geist |
| Zu Unserer Lieben Frau vom heiligsten Herze Jesu                                           | U.L.F.                                                                                       | Styrum Mülheimer Str. 365                  | 1956–1957                  | Pfarrei St. Marien                                                                                       | Gemeindekirche        | - Konsekration am 10. November 1957 durch Bischof Carl Maria Splett - Vorgängerbau 1922 errichtet, 1943 zerstört - zuständig für den Osten von Styrum und den Westen von Dümpten - 1957 als Pfarrei von St. Joseph Styrum abgetrennt - Homepage |
| St. Katharina                                                                              | St. Katharina                                                                                | Lirich Wilmsstr. 67                        | 1979–1982 (heutige Kirche) | Pfarrei St. Marien                                                                                       | Gemeindekirche        | jüngste Gemeindekirche auf Oberhausener Stadtgebiet, ältester Vorgängerbau: 1889 |
| Heilige Familie                                                                            | Heilige Familie                                                                              | Lirich Gustavstr. 54                       | 1956                       | Pfarrei St. Marien                                                                                       | umgenutzt             | Architekt: Prof. Dr. Ing. Rudolf Schwarz, Mitarbeiter: Herbert Herrmann - seit 2003 Filialkirche von St. Katharina - 2007 geschlossen, der Pfarrbezirk Heilige Familie ist seitdem Teil des Pfarrbezirks St. Katharina - Nutzung durch die Oberhausener Tafel |
| St. Johannes Evangelist                                                                    |                                                                                              | Schlad Barbarastr. 10                      | 1904, 1951                 | Pfarrei St. Marien                                                                                       | Gemeindekirche        | - Architekten: Rudolf Wolters, Karl Berlitz - Konsekration am 9. November 1952 durch Weihbischof Joseph Ferche - 1963 Errichtung des Kirchturms |
| Propsteikirche St. Pankratius                                                              | Propsteikirche St. Pankratius Osterfeld                                                      | Osterfeld Nürnberger Str. 6                | 1893–1895, 1945–1946       | Pfarrei St. Pankratius                                                                                   | Pfarrkirche           | Die Pankratiuskirche ist die Mutterkirche der meisten Kirchen in Osterfeld, nämlich von: St. Antonius Klosterhardt (Abpfarrung 1913, selbst Mutterpfarrei von St. Jakobus Tackenberg (1959)), St. Josef Heide (1922) und St. Marien Rothebusch (1952). |
| St. Judas Thaddäus                                                                         |                                                                                              | Borbeck Einbleckstr.                       | 1960                       | Pfarrei St. Pankratius                                                                                   | außer Dienst gestellt | - Architekt: Ernst Burghartz, Konsekration am 17. Juli 1960 durch Weihbischof Julius Angerhausen - St. Judas Thaddäus wurde am 1. März 2020 außer Dienst gestellt. Die Gemeinde St. Pankratius nutzt seitdem am Standort Borbeck das evangelische Gemeindezentrum Quellstraße mit. |
| St. Marien                                                                                 |                                                                                              | Rothebusch Leutweinstr.                    | 1925–1927                  | Pfarrei St. Pankratius                                                                                   | Gemeindekirche        | - Konsekration am 25. Juli 1927 durch Bischof Johannes Poggenburg - soll um 2025 geschlossen werden |
| St. Antonius                                                                               | St. Antonius Klosterhardt                                                                    | Klosterhardt Memelstr.                     | 1913–1915                  | Pfarrei St. Pankratius                                                                                   | Gemeindekirche        | Architekt: Wilhelm Sunder-Plaßmann Hauptkirche der Gemeinde St. Franziskus |
| St. Josef                                                                                  | St. Josef Osterfeld-Heide                                                                    | Osterfeld-Heide Vestische Straße 112       | 1910                       | Pfarrei St. Pankratius                                                                                   | außer Dienst gestellt | Architekt: Franz Lohmann Filialkirche der Gemeinde St. Franziskus, - Kirchen wurden während des Kulturkampfes oft auf das Patrozinium des heiligen Josefs geweiht, da dieser Schutzheiliger der gesamten katholischen Kirche ist. - 2020 geschlossen worden |
| St. Jakobus                                                                                |                                                                                              | Tackenberg An St. Jakobus 1                | 1959–1960                  | Pfarrei St. Pankratius                                                                                   | weitere Kirche        | Konsekration am 11. Juli 1960, heutzutage Nutzung als Schul- und Sozialkirche St. Jakobus |
| Propsteikirche St. Clemens                                                                 | Propsteikirche St. Clemens Sterkrade                                                         | Sterkrade Großer Markt                     | 1952–1953                  | Pfarrei St. Clemens                                                                                      | Pfarrkirche           | - Erste Kirche 1150, der Status als Pfarrei ist seit 1281 belegt - 1248–1809 Kloster der Zisterzienserinnen - 1871 erste Kirche (im Zweiten Weltkrieg zerstört) - Die Clemenskirche ist die Mutterpfarrei der meisten Kirchen in Sterkrade, nämlich von: St. Johann Holten (Abpfarrung 1782), St. Josef Schmachtendorf (1898, selbst Mutterpfarrei von St. Theresia vom Kinde Jesu (1974)), Herz Jesu Sterkrade (1899), St. Bernardus Tackenberg (1950), St. Barbara Königshardt (1966). - seit 2018 bildet St. Clemens einen gemeinsamen Gemeinderat mit Herz Jesu („Seelsorgebereich Mitte“), Herz Jesu ist aber Gemeindekirche des Seelsorgebezirks |
| Herz Jesu                                                                                  | Herz Jesu Sterkrade                                                                          | Sterkrade Postweg                          | 1905–1907, 1964–1965       | Pfarrei St. Clemens                                                                                      | Gemeindekirche        | - seit 2018 bildet Herz Jesu einen gemeinsamen Gemeinderat mit St. Clemens („Seelsorgebereich Mitte“), Herz Jesu ist aber Gemeindekirche des Seelsorgebezirks Homepage |
| St. Bernardus                                                                              | St. Bernardus Sterkrade                                                                      | Tackenberg Dorstener Str. 188              |                            | Pfarrei St. Clemens                                                                                      | weitere Kirche        | Nutzung als Pfarrheim und Veranstaltungsraum |
| St. Pius                                                                                   | St. Pius                                                                                     | Alsfeld Försterstr.                        | 1961                       | zuletzt Pfarrei St. Clemens                                                                              | niedergelegt          | - seit 2003 Filialkirche von Herz Jesu - 2011 wurde die Kirche abgerissen, der Pfarrbezirk St. Pius ist seitdem Teil des Pfarrbezirks Herz Jesu - heute Wohnbebauung |
| (St. Mariä Himmelfahrt) genannt: Liebfrauen                                                | Klosterkirche Liebfrauen Sterkrade-Schwarze Heide                                            | Schwarze Heide Roßbachstr. 41              | 1902, 1946–1952            | Pfarrei St. Clemens                                                                                      | außer Dienst gestellt | ursprünglich Klosterkirche, seit Juli 2020 außer Dienst gestellt |
| St. Josef                                                                                  | St. Josef Buschhausen                                                                        | Buschhausen Lindnerstr. 197                | 1903–1904, 1950            | Pfarrei St. Clemens                                                                                      | Gemeindekirche        | Kirchen wurden während des Kulturkampfes oft auf das Patrozinium des heiligen Josefs geweiht, da dieser Schutzheiliger der gesamten katholischen Kirche ist. |
| Christ König Jugendkirche TABGHA                                                           | Jugendkirche TABGHA                                                                          | Buschhausen Fichtestr. 17                  | 1960–1963                  | Pfarrei St. Clemens                                                                                      | weitere Kirche        | - ehemals Filialkirche von St. Josef - dient als Heimat der Jugendkirche TABGHA, die aber in den kommenden Jahren nach Duisburg umziehen wird |
| St. Konrad                                                                                 |                                                                                              | Biefang Beerenstr.                         | 1967                       | Pfarrei St. Clemens                                                                                      | weitere Kirche        | Kapelle |
| St. Barbara                                                                                |                                                                                              | Königshardt Hartmannstr. 83a               |                            | Pfarrei St. Clemens                                                                                      | Gemeindekirche        | |
| St. Theresia vom Kinde Jesu                                                                |                                                                                              | Walsumermark Mergelkuhle 1                 | 1971–1975                  | Pfarrei St. Clemens                                                                                      | Gemeindekirche        | - Konsekration am 18. Oktober 1975 durch Weihbischof Julius Angerhausen - soll in den kommenden Jahren nach heftiger Kontroverse außer Dienst gestellt werden |
| St. Josef                                                                                  |                                                                                              | Schmachtendorf Kaplan-Mertens-Weg 6        |                            | Pfarrei St. Clemens                                                                                      | Gemeindekirche        | Kirchen wurden während des Kulturkampfes oft auf das Patrozinium des heiligen Josefs geweiht, da dieser Schutzheiliger der gesamten katholischen Kirche ist. |
| St. Johann Baptist                                                                         | St. Johann Baptist Holten                                                                    | Holten Mechthildisstr. 3                   | 1873–1875, nach 1945       | Pfarrei St. Clemens                                                                                      | Gemeindekirche        | |

## Evangelische Kirchen

### Kirchen der Rheinischen Landeskirche
| Name                            | Bild                                                                                    | Stadtteil          | Errichtung      | Träger                                                             | Bemerkungen |
| ------------------------------- | --------------------------------------------------------------------------------------- | ------------------ | --------------- | ------------------------------------------------------------------ | --- |
| Christuskirche                  | Christuskirche Oberhausen                                                               | Innenstadt         | 1863–1864       | Sophien-Kirchengemeinde                                            | Architekt: Maximilian Nohl, neugotisch, 1943 schwer beschädigt, 1950–1951 wieder aufgebaut, heute denkmalgeschützt |
| Lutherkirche                    | Lutherkirche Oberhausen                                                                 | Knappenviertel     | 1898–1899, 1955 | Sophien-Kirchengemeinde                                            | |
| Gemeindezentrum Bermensfeld     |                                                                                         | Bermensfeld        |                 | Sophien-Kirchengemeinde                                            | |
| Auferstehungskirche             | Auferstehungskirche Osterfeld                                                           | Osterfeld          | 1900            | Auferstehungs-Kirchengemeinde                                      | |
| Evangelische Kirche Alstaden    | Evangelische Kirche Alstaden                                                            | Alstaden           | 1902–1904, 1967 | Emmaus-Kirchengemeinde (Gemeindebereich Alstaden)                  | |
| Lutherkirche                    | Lutherkirche Buschhausen                                                                | Buschhausen        | 1913            | Emmaus-Kirchengemeinde (Gemeindebereich Buschhausen)               | |
| Pauluskirche                    | Pauluskirche Lirich                                                                     | Lirich             | 1905–1906, 1951 | Emmaus-Kirchengemeinde (Gemeindebereich Lirich)                    | |
| Markuskirche                    | Markuskirche Schlad                                                                     | Schlad             | 1960            | Sophien-Kirchengemeinde                                            | |
| Evangelische Kirche Königshardt |                                                                                         | Königshardt        | 1957            | Kirchengemeinde Königshardt-Schmachtendorf                         | |
| Kirche an der Kempkenstraße     | Rückseitige Ansicht der Evangelischen Kirche Kempkenstraße in Oberhausen-Schmachtendorf | Schmachtendorf     | 1905            | Kirchengemeinde Königshardt-Schmachtendorf                         | Die Kirche an der Kempkenstraße wird als eine der ersten Kirchen weltweit seit November 2015 als Flüchtlingsunterkunft genutzt, nachdem die Kirchengemeinde bereits beschlossen hatte, dass die Schmachtendorfer Kirche geschlossen wird.                                                                                     |
| Apostelkirche (APO Tackenberg)  |                                                                                         | Tackenberg         |                 | Apostel-Kirchengemeinde                                            | |
| Christuskirche                  | Christuskirche Sterkrade                                                                | Sterkrade, Alsfeld | 1913–1914       | Kirchengemeinde Holten-Sterkrade (Bezirk Christuskirche)           | Architekt: Johannes Menz |
| Friedenskirche                  | Friedenskirche Sterkrade                                                                | Sterkrade          | 1852            | Kirchengemeinde Holten-Sterkrade (Bezirk Friedenskirche)           | Architekt: Wilhelm Dahmen |
| Evangelische Kirche Holten      | Evangelische Kirche Holten                                                              | Holten             | 1956–1957       | Kirchengemeinde Holten-Sterkrade (Bezirk Holten)                   | ursprünglich erbaut nach 1319 auf Anweisung von Engelbert II. von der Mark, im 16. Jahrhundert reformiert worden, im Achtzigjährigen Krieg wieder katholisch, seit 1609 fest evangelisch; 1944 bei einem Bombenangriff zu großen Teilen zerstört und ab 1956 unter Einbeziehung des noch intakten Mauerwerks wieder aufgebaut |
| Gemeindehaus Biefang            |                                                                                         | Biefang            |                 | Kirchengemeinde Holten-Sterkrade (Bezirk Biefang-Schwarze Heide)   | |
| Gemeindezentrum Schwarze Heide  |                                                                                         | Schwarze Heide     |                 | Kirchengemeinde Holten-Sterkrade (Bezirk Biefang-Schwarze Heide)   | |
| Dietrich-Bonhoeffer-Haus        |                                                                                         | Sterkrade          |                 | Kirchengemeinde Holten-Sterkrade (Bezirk Dietrich-Bonhoeffer-Haus) | |
| Gemeindezentrum Quellstraße     |                                                                                         | Borbeck            |                 | Kirchengemeinde Dellwig-Frintrop-Gerschede (Bezirk GZ Quellstraße) | wird seit 2020 von der katholischen Gemeinde St. Pankratius (Filialgemeinde St. Judas Thaddäus) mitgenutzt |

### Bund Evangelisch Freikirchlicher Gemeinden
| Name        | Bild | Stadtteil                     | Errichtung | Träger                                                     | Bemerkungen |
| ----------- | ---- | ----------------------------- | ---------- | ---------------------------------------------------------- | ----------- |
| Zionskirche |      | Schlad, Walter-Flex-Straße 13 |            | Evangelisch-Freikirchliche Gemeinde Oberhausen (Baptisten) |             |

### Selbständige Evangelisch-Lutherische Kirche
| Name             | Bild | Stadtteil | Errichtung | Träger                              | Bemerkungen |
| ---------------- | ---- | --------- | ---------- | ----------------------------------- | ----------- |
| Trinitatiskirche |      | Schlad    |            | SELK Auferstehungsgemeinde Duisburg |             |

## Apostolische Kirchen

### Apostolische Gemeinschaft
| Name                                           | Bild                                            | Stadtteil                             | Errichtung | Träger                    | Bemerkungen |
| ---------------------------------------------- | ----------------------------------------------- | ------------------------------------- | ---------- | ------------------------- | ----------- |
| Apostolische Gemeinschaft, Gemeinde Oberhausen | Apostolische Gemeinde Oberhausen-Schmachtendorf | Sterkrade, Schmachtendorfer Straße 62 | 1986       | Apostolische Gemeinschaft |             |

### Neuapostolische Kirchen
| Name                                             | Bild                                  | Stadtteil                                   | Errichtung | Träger                 | Bemerkungen                                    |
| ------------------------------------------------ | ------------------------------------- | ------------------------------------------- | ---------- | ---------------------- | ---------------------------------------------- |
| Neuapostolische Kirche Oberhausen-Buschhausen    |                                       | Buschhausen                                 | 1986       | Neuapostolische Kirche | Die Gemeinde wurde am 8. Mai 2022 geschlossen. |
| Neuapostolische Kirche Oberhausen-Mitte          | Neuapostolische Kirche Mitte          | Innenstadt, Tannenbergstraße 32             | 1952       | Neuapostolische Kirche |                                                |
| Neuapostolische Kirche Oberhausen-Schmachtendorf | Neuapostolische Kirche Schmachtendorf | Schmachtendorf, Untere Walsumermarkstraße 4 | 1958       | Neuapostolische Kirche |                                                |
| Neuapostolische Kirche Oberhausen-Sterkrade      |                                       | Sterkrade, Lehmbergstraße                   | 1952       | Neuapostolische Kirche |                                                |

## Orthodoxe Kirchen

### Griechisch-Orthodoxe Kirchen
| Name             | Bild                       | Stadtteil                     | Errichtung | Träger                                          | Bemerkungen |
| ---------------- | -------------------------- | ----------------------------- | ---------- | ----------------------------------------------- | --- |
| Heilige Erzengel | Heilige Erzengel Osterfeld | Osterfeld, Vestische Straße 8 |            | Orthodoxe Kirchengemeinde der Heiligen Erzengel | ursprünglich erbaut als katholische Kirche St. Vinzenz Palotti, 2001 in den Besitz der orthodoxen Kirchengemeinde übergegangen |

## Synagogen
In Oberhausen gab es bis in die 1930er Jahre zwei Synagogen.
| Name            | Bild | Stadtteil                             | Errichtung | Träger | Bemerkungen                                 |
| --------------- | ---- | ------------------------------------- | ---------- | ------ | ------------------------------------------- |
| Synagoge        |      | Oberhausen, Friedenstraße 24          | 1898       |        | 1938 im Zuge der Reichspogromnacht zerstört |
| Synagoge Holten |      | Oberhausen-Holten, Mechthildisstr. 7a | 1858       |        | 1936 zu einem Wohnhaus umgebaut             |

## Moscheen
| Name                                                           | Bild | Stadtteil                                | Errichtung | Träger                                                  | Bemerkungen |
| -------------------------------------------------------------- | ---- | ---------------------------------------- | ---------- | ------------------------------------------------------- | ----------- |
| Ditib Zentralmoschee                                           |      | Oberhausen-Lirich, Duisburger Straße 121 |            | Ditib Gemeinde Oberhausen                               |             |
| Moschee der Bosnisch-islamischen Kulturgemeinschaft Oberhausen |      | Oberhausen-Osterfeld, Fahnhorststr. 32   |            | Bosnisch-islamische Kulturgemeinschaft Oberhausen e. V. |             |